# Dżubb Abbas
Dżubb Abbas (arab. جب عباس) – wieś w Syrii, w muhafazie Hims. W 2004 roku liczyła 538 mieszkańców.